# Općinska nogometna liga Daruvar 1982./83.
Općinska nogometna liga Daruvar je bila liga sedmog stupnja nogometnog prvenstva Jugoslavije u sezoni 1982./83. 

Sudjelovalo je 11 klubova, a prvak je bio klub "Partizan" iz Batinjana. 

## Sustav natjecanja
11 klubova je igralo dvokružnu ligu (22 kola, 20 utakmica po klubu). Za razliku od prošle sezone (1981./82.), kad su postojale A liga i B liga, nanovo je igrana jedinstvena liga.

## Ljestvica
| mj. | klub                         | ut. | pob | ner | por | gol+ | gol- | bod |
| --- | ---------------------------- | --- | --- | --- | --- | ---- | ---- | --- |
| 1.  | Partizan Batinjani           | 20  | 16  | 3   | 1   | 83   | 32   | 35  |
| 2.  | Dinamo Šuplja Lipa           | 20  | 14  | 5   | 1   | 80   | 20   | 33  |
| 3.  | Jedinstvo Miokovićevo        | 20  | 9   | 6   | 5   | 62   | 45   | 24  |
| 4.  | Polet Uljanik                | 20  | 10  | 3   | 7   | 56   | 44   | 23  |
| 5.  | Partizan Veliki Bastaji      | 20  | 10  | 2   | 8   | 71   | 49   | 22  |
| 6.  | Sokol Sokolovac              | 20  | 8   | 5   | 7   | 62   | 42   | 21  |
| 7.  | Mladost Daruvarski Brestovac | 20  | 7   | 5   | 8   | 59   | 68   | 19  |
| 8.  | Naša krila Mala Maslenjača   | 20  | 7   | 2   | 11  | 47   | 56   | 16  |
| 9.  | Primjer Miljanovac           | 20  | 7   | 0   | 13  | 46   | 94   | 14  |
| 10. | Omladinac Ivanovo Polje      | 20  | 4   | 0   | 16  | 46   | 99   | 8   |
| 11. | Mlinar Gornji Sređani        | 20  | 1   | 3   | 16  | 32   | 99   | 5   |

- Mala Maslenjača – tada samostalno naselje, od 2001. dio naselja Maslenjača
- Miokovićevo – tadašnji naziv za Đulovac

## Rezultatska križaljka
| kratica | klub                         | DIN | JED | MLA | MLI | NAŠK | OML | PARB | PARVB | POL | PRI | SOK |
| --- | ---------------------------- | --- | --- | --- | --- | ---- | --- | ---- | ----- | --- | --- | --- |
| DIN | Dinamo Šuplja Lipa           |     |     |     |     |      |     |      |       |     |     |     |
| JED | Jedinstvo Miokovićevo        |     |     |     |     |      |     |      |       |     |     |     |
| MLA | Mladost Daruvarski Brestovac |     |     |     |     |      |     |      |       |     |     |     |
| MLI | Mlinar Gornji Sređani        |     |     |     |     |      |     |      |       |     |     |     |
| NAŠK | Naša krila Mala Maslenjača   |     |     |     |     |      |     |      |       |     |     |     |
| OML | Omladinac Ivanovo Polje      |     |     |     |     |      |     |      |       |     |     |     |
| PARB | Partizan Batinjani           |     |     |     |     |      |     |      |       |     |     |     |
| PARVB | Partizan Veliki Bastaji      |     |     |     |     |      |     |      |       |     |     |     |
| POL | Polet Uljanik                |     |     |     |     |      |     |      |       |     |     |     |
| PRI | Primjer Miljanovac           |     |     |     |     |      |     |      |       |     |     |     |
| SOK | Sokol Sokolovac              |     |     |     |     |      |     |      |       |     |     |     |
| |                              |     |     |     |     |      |     |      |       |     |     |     |
| podebljan rezultat - utakmice od 1. do 11. kola (1. utakmica između klubova) rezultat normalne debljine - utakmice od 12. do 22. kola (2. utakmica između klubova) rezultat nakošen - nije vidljiv redoslijed odigravanja međusobnih utakmica iz dostupnih izvora rezultat smanjen * - iz dostupnih izvora nije uočljiv domaćin susreta prekrižen rezultat - poništena ili brisana utakmica p - utakmica prekinuta 3:0 p.f. / 0:3 p.f. - rezultat 3:0 bez borbe n.i. - nije igrano |                              |     |     |     |     |      |     |      |       |     |     |     |

 Izvori: